# Harrison County, West Virginia
Harrison County är ett county i centrala delen av delstaten West Virginia, USA. Den administrativa huvudorten (county seat) är Clarksburg. 

## Geografi
Enligt United States Census Bureau har countyt en total area på 1 080 km². 1 077 km² av den arean är land och 3 km² är vatten. 

### Angränsande countyn
- Marion County - nord
- Taylor County och  Barbour County - öst
- Upshur County - i sydöst
- Lewis County - syd
- Doddridge County - väst
- Wetzel County - nordväst

### Städer och samhällen
- Anmoore
- Bridgeport
- Clarksburg
- Despard
- Enterprise
- Lost Creek
- Lumberport
- Nutter Fort
- Salem
- Shinnston
- Stonewood
- West Milford